# Sympiesis albiflava
Sympiesis albiflava är en stekelart som beskrevs av Josef Fahringer 1944. Sympiesis albiflava ingår i släktet Sympiesis och familjen finglanssteklar. Inga underarter finns listade i Catalogue of Life.